# Slavjanovo (distrikt i Chaskovo)
Slavjanovo (bulgariska: Славяново) är ett distrikt i Bulgarien.   Det ligger i kommunen Obsjtina Charmanli och regionen Chaskovo, i den centrala delen av landet, 230 km öster om huvudstaden Sofia.
Trakten runt Slavjanovo består till största delen av jordbruksmark. Runt Slavjanovo är det mycket glesbefolkat, med 7 invånare per kvadratkilometer.